# شهر امید (فیلم)
شهر امید (به انگلیسی: City of Hope) فیلمی محصول سال ۱۹۹۱ و به کارگردانی جان سیلس است. در این فیلم بازیگرانی همچون وینسنت اسپانو، تونی لو بیانکو، جو مورتون، تاد گرف، دیوید استراترن، آنتونی دنیسن، باربارا ویلیامز، آنجلا باست، گلوریا فاستر، لارنس تیرنی، کریس کوپر، جیس الکساندر، جان سیلس، فرانکی فیزن و جینا گرشان ایفای نقش کرده‌اند.